# 吉岡政徳
吉岡 政徳（よしおか まさのり、1951年‐）は、日本の文化人類学者（オセアニア）。神戸大学名誉教授。。
2007年4月から2011年3月まで日本オセアニア学会会長を務めた。

## 来歴
1951年生。奈良県奈良市出身。東大寺学園高等学校卒業。1979年、東京都立大学大学院社会科学研究科博士課程満期退学。1979年、東京都立大学人文学部助手。1983年、信州大学教養部常勤講師。1986年、同助教授。1988年、神戸大学教養部助教授。1992年、神戸大学国際文化学部助教授。1995年、同教授。2007年、神戸大学大学院国際文化学研究科教授を経て、2016年、神戸大学名誉教授。社会人類学博士（東京都立大学）。他に、放送大学兵庫学習センター客員教授を務めた。
オセアニア各地でフィールドワークを実施しているが、メラネシアのヴァヌアツ共和国における村落調査および都市調査が最も長期にわたっている。ヴァヌアツのペンテコスト島北部（北部ラガ地方）での長期の村落調査に基づいて書かれた民族誌『メラネシアの位階階梯制社会ー北部ラガにおける親族・交換・リーダーシップ』（風響社）によって、第15回大平正芳記念賞を受賞。また、長年にわたりオセアニア研究の発展に貢献してきたことにより、第４回石川榮吉賞を受賞した。
神戸大学国際文化学部長、大学院国際文化学研究科長、日本文化人類学会理事・評議員、日本オセアニア学会会長、理事・評議員、科学研究費委員会審査・評価第一部会専門委員、大学評価・学位授与機構大学機関別認証評価委員会専門委員などを歴任。

## 年譜
Researchmapによる。
- 1979年  5月 東京都立大学 人文学部 常勤助手（‐1983年11月）
- 1983年 12月 信州大学 教養部 常勤講師（‐1986年3月）
- 1986年  4月 信州大学 教養部 助教授（‐1988年3月）
- 1988年  4月 神戸大学 教養部 助教授（‐1992年9月）
- 1992年 10月 神戸大学 国際文化学部 助教授（‐1995年11月）
- 1995年 12月 神戸大学 国際文化学部 教授（‐2007年3月）
- 2007年  4月 神戸大学 大学院国際文化学研究科 教授（‐2016年3月）
- 2016年  4月 神戸大学 大学院国際文化学研究科 名誉教授（‐現在）

## 著作

### 著書
- 『メラネシアの位階階梯社会ー北部ラガにおける親族・交換・ リーダーシップ』風響社（1998年）
- 『反・ポストコロニアル人類学ーポストコロニアルを生きるメラネシア』風響社（2005年）
- The Story of Raga: David Tevimule's Ethnography on His Own Society, North Raga of Vanuatu.The Japanese Society for Oceanic Studies Monograph Series No.1（2013年）
- 『ゲマインシャフト都市ー南太平洋の都市人類学』風響社（2016年）
- 『豚を殺して偉くなるーメラネシアの階梯制社会におけるリーダーへの道』風響社（2018年）
- 『忘れられた作曲家テオドール・デュボワ―人類学から見たフランス近代音楽史』鳥影社（2024年）

ほか

### 編著書
- 『社会人類学の可能性 Ⅰ 歴史のなかの社会』弘文堂（共編　1988年）
- 『オセアニア3 近代に生きる』東京大学出版会（共編　1993年）
- 『オセアニア近代史の人類学的研究ー接触と変貌、住民と国家』国立民族学博物館研究報告別冊21（共編　2000年）
- 『南太平洋を知るための58章：メラネシア、ポリネシア』明石書店（共編　2010年）

ほか